# Antiotricha integra
Antiotricha integra är en fjärilsart som beskrevs av Walker 1865. Antiotricha integra ingår i släktet Antiotricha och familjen björnspinnare. Inga underarter finns listade i Catalogue of Life.